# Эллис, Беркхарт
Беркхарт Стив Эллис младший (англ. Burkheart Steve Ellis Jr.; род. 18 сентября 1992, Роли) — барбадосский легкоатлет, специалист по бегу на короткие дистанции. Выступает за сборную Барбадоса по лёгкой атлетике с 2012 года, чемпион Игр Центральной Америки и Карибского бассейна, серебряный призёр чемпионата мира по легкоатлетическим эстафетам, действующий рекордсмен страны в эстафете 4 × 100 метров, участник летних Олимпийских игр в Рио-де-Жанейро.

## Биография
Беркхарт Эллис родился 18 сентября 1992 года в городе Роли, штат Северная Каролина, США. Его отец Беркхарт Эллис-старший занимался лёгкой атлетикой и выступал на международной арене за Барбадос, мать София Ифилл — также легкоатлетка.
Состоял в легкоатлетической команде во время учёбы в местном университете, неоднократно принимал участие в различных студенческих соревнованиях.
Впервые заявил о себе на международном уровне в сезоне 2012 года, когда вошёл в состав барбадосской национальной сборной и выступил на молодёжном чемпионате NACAC в Ирапуато, где бежал 200 и 400 метров.
На чемпионате Центральной Америки и Карибского бассейна 2013 года в Морелии сошёл с дистанции в беге на 200 метров.
В 2014 году на молодёжном чемпионате NACAC в Камлупсе в дисциплине 400 метров финишировал пятым.
В 2015 году стартовал на Панамериканских играх в Торонто, в беге на 200 метров в финал не вышел, тогда как в эстафете 4 × 100 метров стал четвёртым. Помимо этого, отметился выступлением на чемпионате NACAC в Сан-Хосе, где дошёл до полуфинала в дисциплине 200 метров и выиграл бронзовую медаль в эстафете 4 × 100 метров.
Весной 2016 года установил свои личные рекорды на дистанциях 100 и 200 метров — 10,17 и 20,36 соответственно. Выполнив олимпийский квалификационный норматив, удостоился права защищать честь страны на летних Олимпийских играх в Рио-де-Жанейро — в программе бега на 200 метров с результатом 20,74 остановился на стадии четвертьфиналов.
После Олимпиады в Рио Эллис остался действующим спортсменом на ещё один олимпийский цикл и продолжил принимать участие в крупнейших международных стартах. Так, в 2017 году он достаточно успешно выступил на чемпионате мира по легкоатлетическим эстафетам в Нассау, где вместе со своими соотечественниками стал серебряным призёром в эстафете 4 × 100 метров. Также в этом сезоне бежал 200 метров на чемпионате мира в Лондоне.
В 2018 году представлял Барбадос на Играх Содружества в Голд-Косте и на Играх Центральной Америки и Карибского бассейна в Барранкилье — во втором случае одержал победу в эстафете 4 × 100 метров, установив ныне действующий национальный рекорд в данной дисциплине — 38,41. Позже добавил в послужной список серебряную награду, выигранную в эстафете 4 × 100 метров на чемпионате NACAC в Торонто.